# 可縮空間
数学において、位相空間 X は次のようなとき可縮 (contractible) である。X 上の恒等写像が0にホモトープ、すなわち、ある定値写像にホモトープである。直感的には、可縮空間は連続的に一点に縮められるような空間である。
可縮空間はちょうど点のホモトピー型の空間である。可縮空間のすべてのホモトピー群は自明であることが従う。それゆえ非自明なホモトピー群をもつ任意の空間は可縮ではありえない。同様に、特異ホモロジーはホモトピー不変であるから、可縮空間の被約ホモロジー群はすべて自明である。
位相空間 X に対して以下は全て同値である（ここで Y は任意の位相空間である）
- X は可縮（すなわち恒等写像が0にホモトープ
- X は1点からなる空間にホモトピー同値
- 1点はX の変位レトラクトである。（しかしながら、強変位レトラクトではない可縮空間が存在する。）
- 任意の2つの写像 f,g: Y → X はホモトープ
- 任意の写像 f: Y → X は0にホモトープ

空間 X 上の錐は常に可縮である。したがって任意の空間は可縮空間に埋め込むことができる。（このことはまた可縮空間の部分空間が可縮とは限らないことも示している。）
さらに、X が可縮であることと、X の錐から X へのレトラクションが存在することは同値である。
すべての可縮空間は弧状連結かつ単連結である。さらに、全ての高次ホモトピー群は消えるから、全ての可縮空間は全ての n ≥ 0 に対して n連結 である。

## 局所可縮空間
位相空間が局所可縮 (locally contractible) とは、すべての点が可縮近傍からなる局所基をもつときにいう。可縮空間が局所可縮とは限らないし、逆も同様である。例えば、櫛空間は可縮だが局所可縮ではない（仮にそうだとしたら局所連結になるがそうではない）。局所可縮空間はすべての n ≥ 0 に対して局所 n-連結である。とくに、それらは局所単連結、局所弧状連結、そして局所連結である。

## 例と反例
- 任意のユークリッド空間は可縮である。ユークリッド空間上の任意の星型領域も可縮である。
- ホワイトヘッド多様体（英語版）は可縮である。
- 任意有限次元の球面は可縮でない。
- 無限次元ヒルベルト空間の単位球面は可縮である（英語版）。
- 部屋が2つある家（英語版）は、直感的にはそう思えないが可縮である空間の標準的な例である。
- Dunce hat（英語版）
- Hawaiian earring（英語版）上の錐は（錐なので）可縮だが、局所可縮ではなく、局所単連結ですらない。
- すべての多様体とCW複体は局所可縮だが、一般には可縮ではない。